# Agrionoptera sexlineata
Agrionoptera sexlineata is een libellensoort uit de familie van de korenbouten (Libellulidae), onderorde echte libellen (Anisoptera).
De wetenschappelijke naam Agrionoptera sexlineata is voor het eerst geldig gepubliceerd in 1879 door Selys.